# Robbie Fleck
Pour les articles homonymes, voir Fleck.
Pas d'image ? Cliquez ici

a Compétitions nationales et continentales officielles uniquement.

b Matchs officiels uniquement.
Dernière mise à jour le 9 septembre 2018.
Robert Frank Fleck, né le 17 juillet 1975 au Cap, est un joueur de rugby à XV sud-africain qui joue avec l'équipe d'Afrique du Sud. Il évolue au poste de centre (1,83 m et 95 kg).

## Carrière

### En équipe nationale
Il a effectué son premier test match avec les Springboks le 12 juin 1999 à l’occasion d’un match contre l'équipe d'Italie.
Il a disputé la coupe du monde 1999 (5 matchs, 2 essais).

## Palmarès

### Avec les Springboks
- 31 sélections
- 10 essais
- 50 points
- Sélections par saison : 11 en 1999, 12 en 2000, 6 en 2001, 2 en 2002.